# Договор о патентной кооперации
Договор о патентной кооперации (англ. Patent Cooperation Treaty, PCT) — международный договор в области патентного права, заключён в 1970 году. Предназначен для того, чтобы «упростить и сделать более экономичным получение охраны изобретений, когда такая охрана требуется в нескольких странах».
Договор является основой «системы PCT», которая в свою очередь обеспечивает единую процедуру подачи патентных заявок для защиты изобретений в каждом из договаривающихся государств. Патентная заявка, поданная по процедуре PCT, называется «международной заявкой» или «заявкой PCT».
Международная заявка подается в одно «получающее ведомство» (англ. Receiving Office, RO) на одном из установленных языков. Если при подаче испрашивается приоритет по ранее поданной заявке, то такая подача должна быть осуществлена в срок до 12 месяцев с даты приоритета.
Это ведомство, после оплаты заявителем патентной пошлины, проводит формальную проверку заявки на соответствие требованиям (формальную экспертизу). В случае соответствия международной заявки установленным требованиям один экземпляр заявки направляется в Международное бюро ВОИС, а другой в «международный поисковый орган» (англ. International Searching Authority, ISA) по выбору заявителя.
Факультативно заявитель может ходатайствовать о предварительной экспертизе заявки в «Органе международной предварительной экспертизы» (англ. International Preliminary Examining Authority, IPEA).
«Международный поисковый орган» даёт письменное заключение о патентоспособности технического решения, являющегося предметом заявки.
По истечении 18 месяцев производится международная публикация поданной заявки.
По истечении 20, 30 или 31 месяца (в зависимости от указанного или выбранного государства) производится переход на национальную фазу — ведение делопроизводства в каждом выбранном или указанном государстве с последующим получением охранного документа (национального патента).
РСТ не предусматривает выдачу «международного патента», поскольку такого не существует, и выдача патента является прерогативой каждого национального или регионального органа власти
«Договаривающиеся государства», являющиеся участниками Договора о патентной кооперации, образуют «Международный союз патентной кооперации» (англ. International Patent Cooperation Union).
По состоянию на 2025 год участниками договора являются 158 государств.